# St-Guénolé (Batz-sur-Mer)

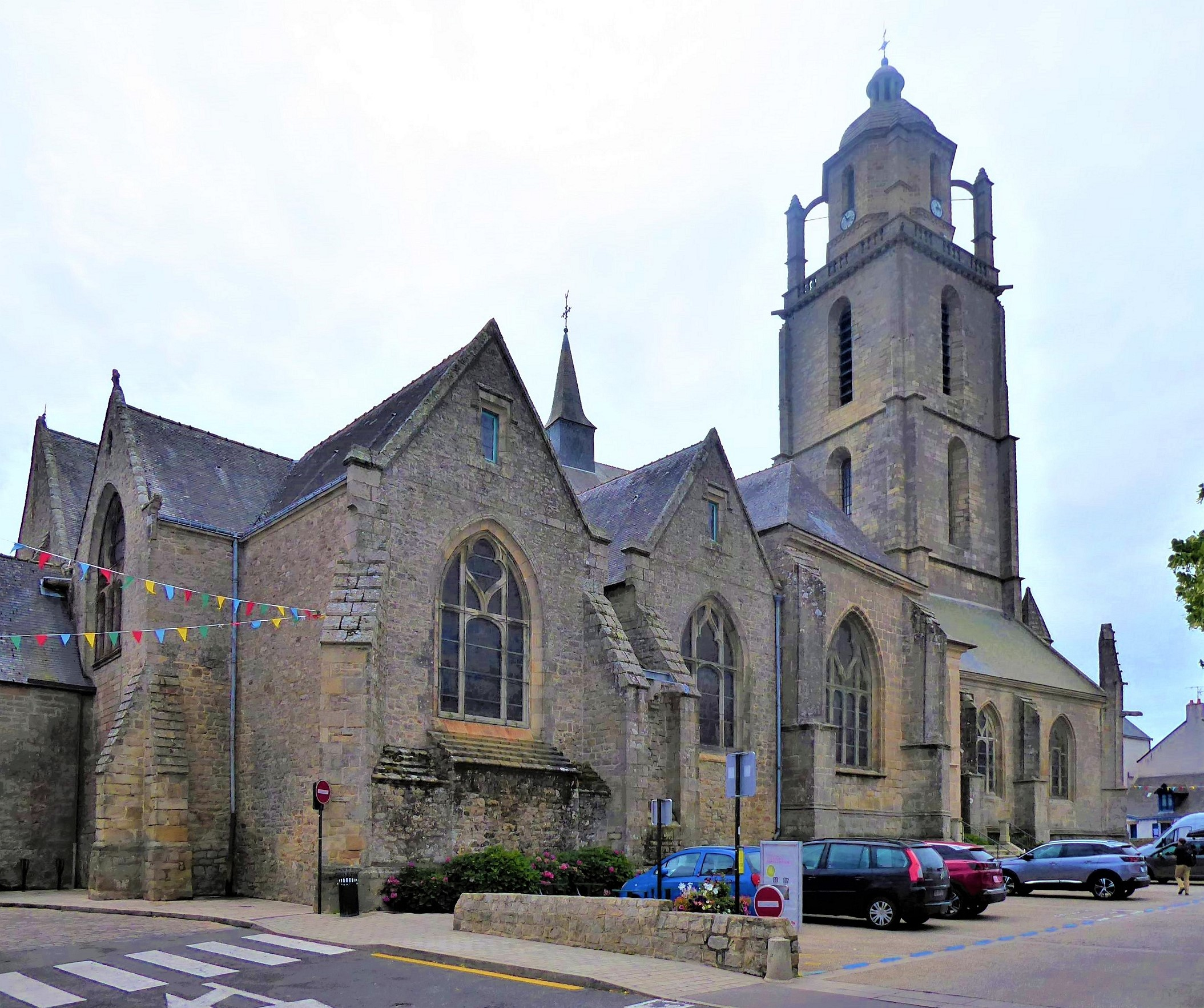
Kirche St-Guénolé

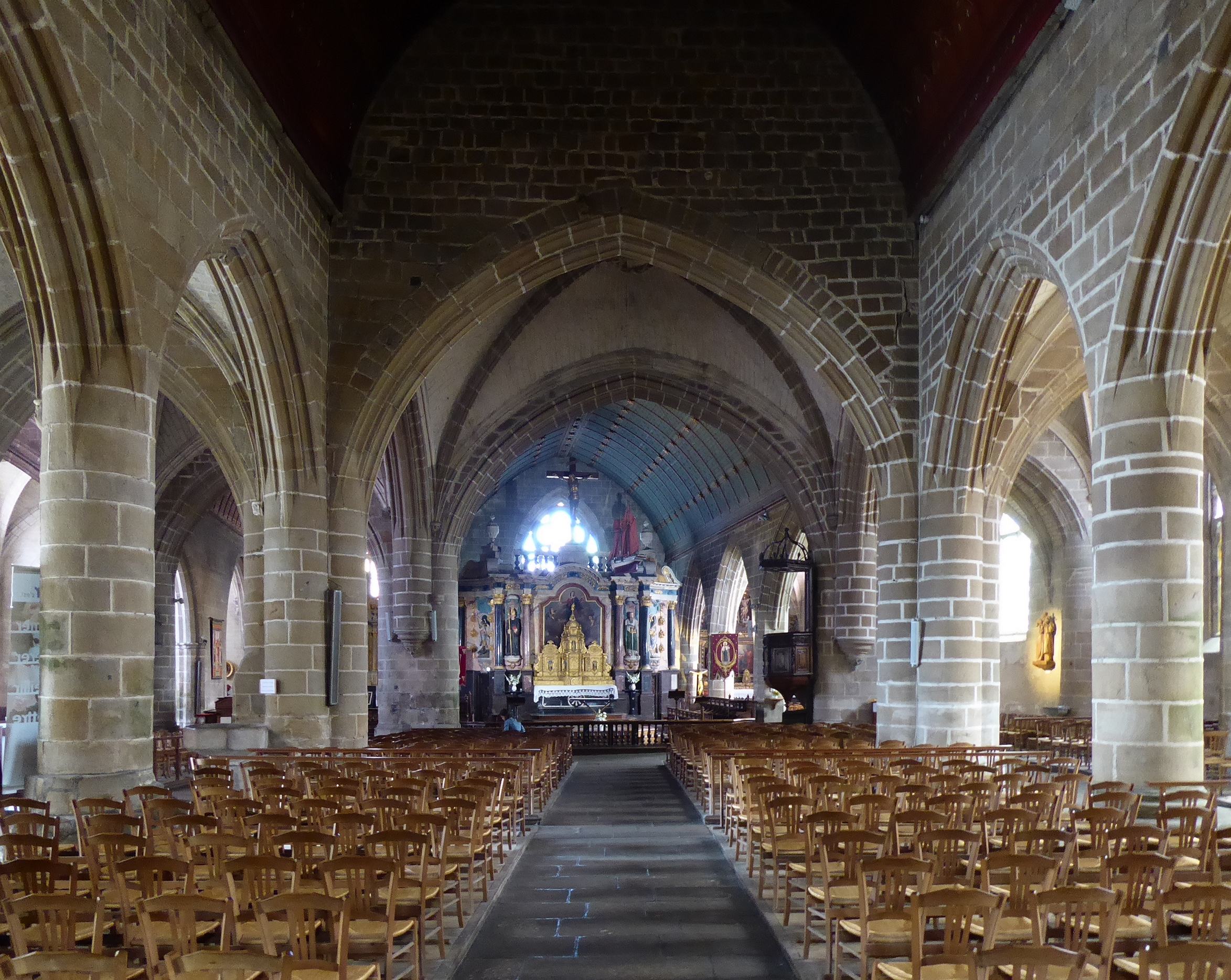
Blick durch das Langhaus. Deutlich erkennbar der Achsknick.

St-Guénolé ist die römisch-katholische Pfarrkirche von Batz-sur-Mer (Département Loire-Atlantique) in Frankreich. Die Kirche ist seit 1909 als Monument historique klassifiziert und überragt als Landmarke die Salzfelder in der Bucht von Guérande weithin.

## Geschichte
Die dem heiligen Guengalaenus geweihte Kirche wurde im 15./16. Jahrhundert anstelle einer älteren Vorgängerkirche, die den heiligen Cyr und Juliette geweiht war, im Stil der Flamboyantgotik errichtet.
St-Guénolé stellt eine dreischiffige Kirche dar. Das Langhaus umfasst drei Joche. Ihm schließt sich das Querhaus an, dessen Arme nur wenig über die Langhausbreite herausragen. Im Osten schließt das Gotteshaus mit einem dreijochigen Chorraum. Die Seitenschiffe wurden parallel zum Chor weitergeführt, aber nicht zu einem Chorumgang ausgebaut. Seitenschiffe und Chorraum zeigen einen gemeinsamen geraden Ostabschluss. Die Kirche besitzt zwischen Langhaus und Chor einen ausgeprägten Achsknick. Auch im Westen wurden die Seitenschiffe parallel zum Turm weitergeführt. Zwischen Chor und nördlichem Seitenschiff finden sich als älteste Bauteile der Kirche Pfeiler aus dem 13. Jahrhundert. Nördlich des Chorseitenschiffes befinden sich Seitenkapellen. Die Seiten- und das Mittelschiff befinden sich unter einem gemeinsamen Schleppdach. Der ursprünglich hölzerne Glockenturm wurde erst im 17. Jahrhundert durch das heutige monumentale Bauwerk ersetzt.

## Ausstattung
Siehe: Madonna mit Kind (Batz-sur-Mer)